# Koegras

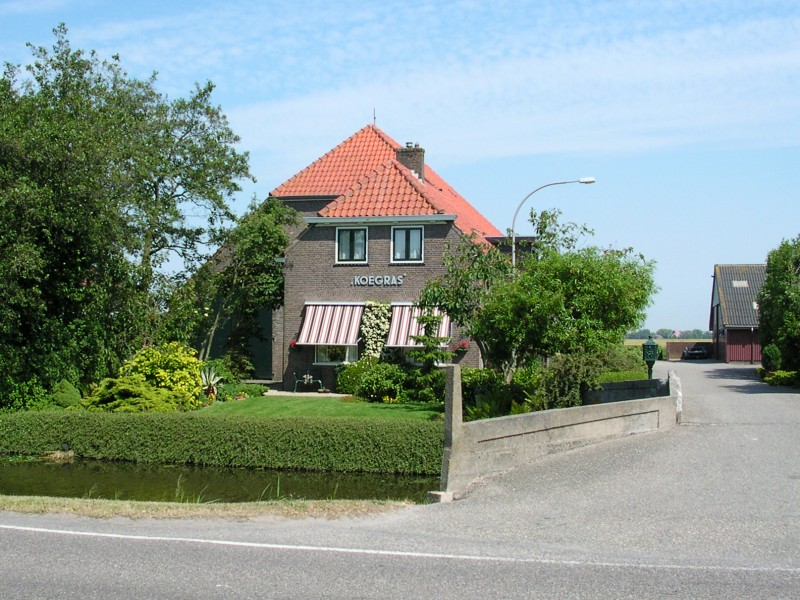
Bewoning in Koegras, net buiten de dorpskern van Julianadorp

Het Koegras is een polder in de Nederlandse gemeenten Den Helder en Schagen, in de Kop van Noord-Holland. Het gebied van circa 3875 hectare is mede gevormd door vroeg-17e-eeuwse maatregelen voor kustbescherming, en werd volledig omdijkt tijdens de aanleg van het Noordhollandsch Kanaal begin negentiende eeuw. De arme grond met stuifduinen werd in de loop van de 19e eeuw geschikt gemaakt voor veeteelt en akkerbouw. In de 20e eeuw bleek die te kleinschalig, waarna de bollenteelt de voornaamste grondgebruiker werd. Rond een groepje huizen in het centrum van de polder is na 1900 Julianadorp aangelegd. Ten noordwesten ervan ontstond driekwart eeuw later de badplaats Julianadorp aan Zee.

## Ligging
Kloksgewijs vanaf het noorden wordt Het Koegras begrensd door de binnenstad van Den Helder, het Noordhollandsch Kanaal, de Zijpe- en Hazepolder en de Zanddijk. De Zanddijk loopt evenwijdig aan de Noordzeekust op een afstand van enkele honderden meters landinwaarts en heeft over de hele lengte een dijkweg. Het zuidelijke stuk van deze weg, dat binnen de gemeente Schagen Duinweg heet, maakt deel uit van de N502. In het midden van de polder Koegras ligt Julianadorp, een woonkern in de gemeente Den Helder.

## Voorgeschiedenis
De Zanddijk of Oldenbarneveldsdijk aan de westkant van de polder werd in 1610 aangelegd en moest een beveiliging tegen de Noordzee vormen. Hij verbond de eilanden Callantsoog en Huisduinen met het vasteland en scheidde de Noordzee van het waddengebied met zandgronden en zwinnen achter de dijk. In de luwte van de Zanddijk slibden kweldergronden aan. In het droogvallende gebied, toen aangeduid als het Buitenveld, ontstonden plaatselijk duintjes, nollen genaamd. Een van die nollen, met de naam Koegras, gaf later zijn naam aan het hele gebied. Het gebied tussen het voormalige eiland Huisduinen, de nol De Garst en het huidige De Kooy, werd ingepolderd onder de naam Le Maires polder.
De definitieve aanzet tot de vorming van de polder Het Koegras werd in het begin van de negentiende eeuw gegeven, toen koning Willem I opdracht gaf tot het graven van het Noordhollandsch Kanaal. Dit gaf zeeschepen die naar Amsterdam voeren een betere vaarroute dan via de Zuiderzee met zijn ondiepten, zoals bij Pampus.

## Gebiedsontwikkeling en beheer
Gelijktijdig met de kanaaldijk is van 1817 tot 1825 het Noordhollandsch Kanaal aangelegd. Met de bagger die vrijkwam werd een weg aangelegd langs het kanaal. De dijk, bekend als Koegraszeedijk en Oostoeverdijk, ligt vanaf het Nieuwediep tot de Zijpe ten oosten van het Noordhollandsch Kanaal. Ook de westoever van het kanaal werd bedijkt; daar liggen tegenwoordig de N250 en de N9. Het kanaal is belangrijk voor de waterhuishouding in het gebied. 
Door de bedijking van het gebied in 1817 en 1818 kwam een einde aan de opslibbing. Er was weinig klei afgezet; het gebied was voornamelijk zandig. Een auteur uit die tijd stelt dat een langsvaart en twee dwarsvaarten in 1821 – vier jaar na hun aanleg – alweer grotendeels waren dichtgestoven.
Hoewel het gebied wordt aangeduid als polder, wordt het niet bemalen. Als het polderwater hoger staat dan het water in het Noordhollandsch Kanaal wordt het geloosd op het kanaal. Staat het water in het kanaal hoger, dan voorkomen keerkleppen dat het de polder instroomt. Tussen het polderwater en de boezem is een halfopen verbinding: in de zomer kan door middel van keerkleppen water worden ingelaten in de polder en in de winter kan het worden geloosd.

## Geschiedenis

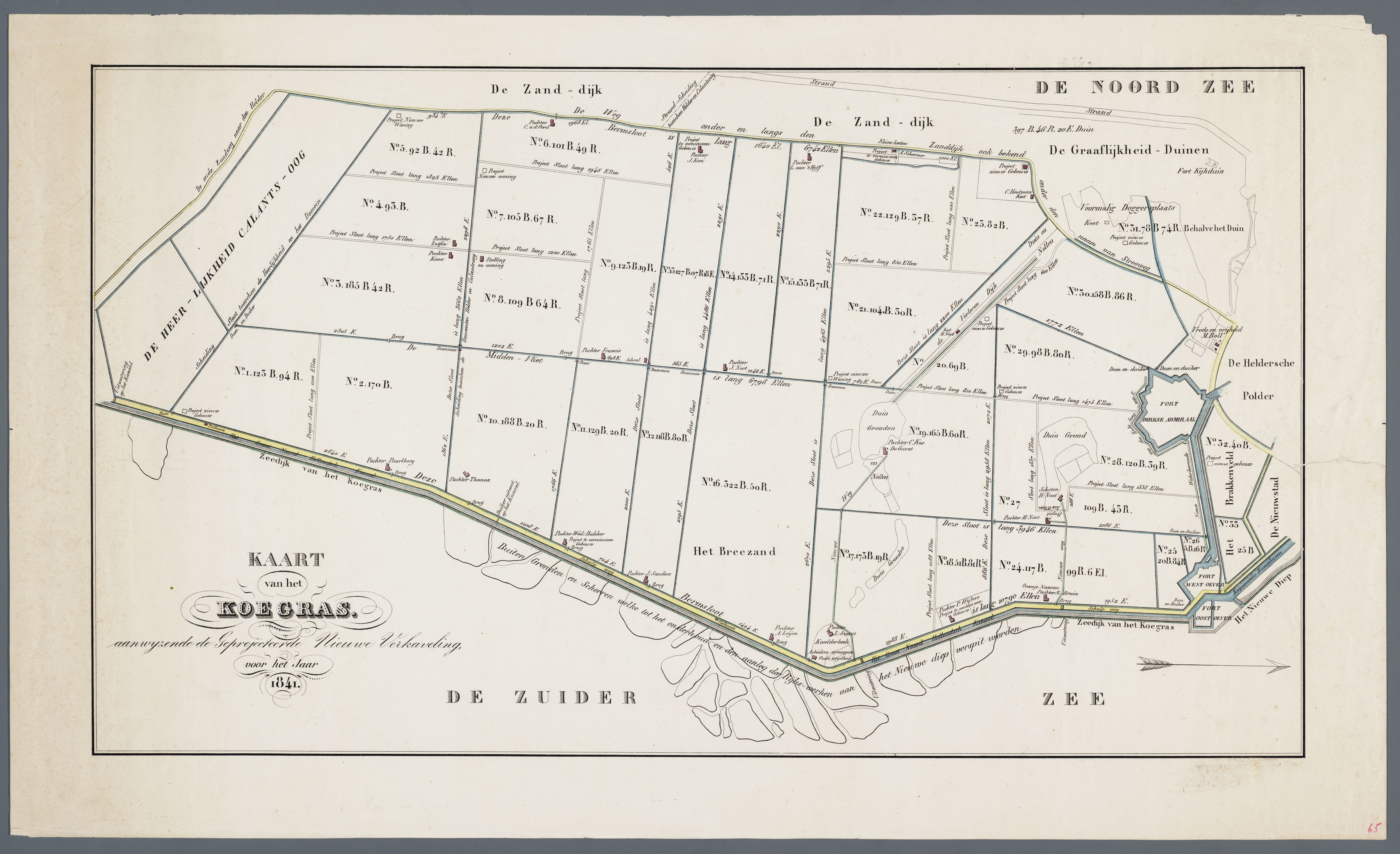
Het Koegras in 1841 met een nieuwe verkaveling. Het noorden is op deze kaart rechts. Onderaan het Noordhollandsch Kanaal, langs de Zuiderzee.

Na de drooglegging bestond Het Koegras nog overwegend zandvlakten met hier en daar stuifduinen en met laagten waar de vegetatie tot ontwikkeling kwam. De dominee-dichter-hoogleraar Nicolaas Beets noemde in zijn verhaal Teun de Jager (opgenomen in Camera Obscura) de polder "de woestijn van het Koegras". De grond was oligotroof (dat is met weinig beschikbare minerale voedingsstoffen) en het landschap was te vergelijken met het strand. Na de inpoldering werd het ingeplant met helmgras. Het houden van schapen was de enige activiteit. Door gebruik te maken van kunstmest heeft men deze gronden vruchtbaar kunnen maken en kwam de veehouderij tot ontwikkeling. Midden 19e eeuw was er sprake van verbouw van graangewassen; rogge, haver en gerst.
De Staat had van meet af aan de bedoeling Het Koegras te veilen als het voldoende ontwikkeld zou zijn en op 7 november 1849 kocht mr. Pieter Loopuyt nagenoeg het hele Buitenveld. Hij betaalde 689.951 gulden voor een gebied van 3875 hectare inclusief de opstallen. In de polder bevonden zich toen onder andere een aantal stolpboerderijen en bijbehorende arbeiderswoningen. Wegen waren nog niet aangelegd en de waterbeheersing door middel van sloten en vaarten moest nog grotendeels worden aangelegd. Wel was er al een school voor alle kinderen uit de polder. Loopuyt schonk in 1870 duizend gulden aan de gemeente Den Helder voor een nieuw schoolgebouw.
Cornelis van Foreest, de schoonzoon van Loopuyt, die in 1849 de koop van het gebied had afgehandeld, werd belast met het beheer. Hij nam J. Swerver uit Alkmaar, opzichter van Rijkswaterstaat, in dienst en samen pakten zij de ontginning krachtig aan. De ontwatering werd verbeterd door het graven van vier ruwweg parallelle dwarsvaarten die in oost-westelijke richtingen lopen, min of meer haaks op de Zanddijk (de westgrens) en de bestaande langsvaart, de Langevliet of Lange Vliet, die door het midden van de polder loopt. De oostgrens van het systeem wordt gevormd door het Noordhollandsch Kanaal. 
Onderstaande beschrijving geeft de positie van de dwarsvaarten ten opzichte van de woonbebouwing anno 2024:
- Callantsogervaart (ook gespeld als 'Callantsoogervaart'), de zuidgrens van Julianadorp.
- Middenvliet, ten zuiden van Friese Buurt.
- Schoolvaart, de globale noordgrens van Julianadorp, langs de Van Foreestweg en de Schoolweg.
- Doggersvaart, de zuidgrens van Den Helder.

Deze dwarsvaarten hadden een gezamenlijke lengte van 18,9 kilometer en waren al in 1852 voltooid, evenals 19 nieuwe boerderijen. Ter verbetering van het waterbeheer hebben Van Foreest en Swerver in de loop der jaren grote aantallen duikers en dammen gerealiseerd, evenals twee schutsluizen naar het kanaal, zeven bruggen en vijftien kilometer sloten.
Toen Loopuyt in 1872 overleed en de nalatenschap moest worden geschat voor de erven, werd Het Koegras getaxeerd op 2 miljoen gulden. De waarde was dus bijna verdrievoudigd, weliswaar mede door de opbloei van de Nederlandse landbouw die de grondprijzen opdreef. 
In 1909 werden door twaalf mensen, waaronder Pieter Loopuyt, de kleinzoon van de eerste eigenaar, bij de school enkele woningen gebouwd. Loopuyt deed aan het Koninklijk Huis het verzoek deze nederzetting Julianadorp te mogen noemen, wat door koningin Wilhelmina werd ingewilligd, zodat het dorp in 1909 die naam kreeg.
Door technische en economische ontwikkelingen hadden de kleinschalige veeteeltbedrijven in het Koegras weinig toekomstmogelijkheden. Tegelijkertijd nam de vraag naar gronden voor de bloembollenteelt toe. Bloembollenkwekers uit de traditionele Bollenstreek in Noord- en Zuid-Holland vestigden zich eerst in de nabijgelegen Anna Paulownapolder en kochten ook grasland op in de Koegraspolder. De bollenteelt is sindsdien de grootste agrarische bedrijfstak in het Koegras. Ook de kustrecreatie in het gebied heeft zich flink ontwikkeld. Zo ontstond vanaf eind 20e eeuw de badplaats Julianadorp aan Zee.
In het oosten van de polder zijn de Koegrasbrug uit 1973 en het railviaduct Koegras uit 1999 naar de polder vernoemd.

## Wijk van Den Helder
Koegras is ook de naam van een wijk in Den Helder. De wijk omvat landerijen ten zuiden van de Doggersvaart inclusief Friese Buurt en het oude centrum van Julianadorp, in het westen gedeeltelijk grenzend aan de Kanoroute tot de Middenvliet, aan de Langevliet tot Noorderhaven als zuidelijke grens. In het oosten loopt de grens langs het Noordhollandsch Kanaal inclusief De Kooy, Kooypunt en Oostoever.

## Waterschap en polderbestuur
Omdat na het overlijden van de heer P. Loopuyt de grond onderverdeeld werd onder zijn kinderen moest er een polderbeheer georganiseerd worden. In 1873 werd waterschap Polder Het Koegras opgericht. Dit polderbestuur droeg zorg voor water en wegen in het gebied. Vanaf 1953 werd besloten grond aan gemeente Den Helder te verkopen. In 1973 werd nog een boekje genaamd Het Koegras uitgebracht over de geschiedenis van de polder maar het einde van het polderbestuur in deze vorm lag al vast. In 1975 ging het bestuur samen met dat van de polders Callantsoog, 't Hoekje en Huisduinen op in Waterschap Koegras, deze fuseerde in 1980 met andere waterschappen uit de Noordkop tot Waterschap De Aangedijkte Landen en Wieringen. Deze fuseerde in 1993 met de waterschappen Texel en Wieringermeer tot Waterschap Hollands Kroon dat later fuseerde tot het huidige Hoogheemraadschap Hollands Noorderkwartier.